# 장효준
장효준(2000년 2월 9일 ~ )는 대한민국의 축구 선수로, 포지션은 풀백이다. 현재 K리그2 전남 드래곤즈 소속이다.